# Gele dwergschubmier
De gele dwergschubmier (Plagiolepis alluaudi) is een mierensoort uit de onderfamilie van de schubmieren (Formicinae). De wetenschappelijke naam van de soort is voor het eerst geldig gepubliceerd in 1894 door Emery.

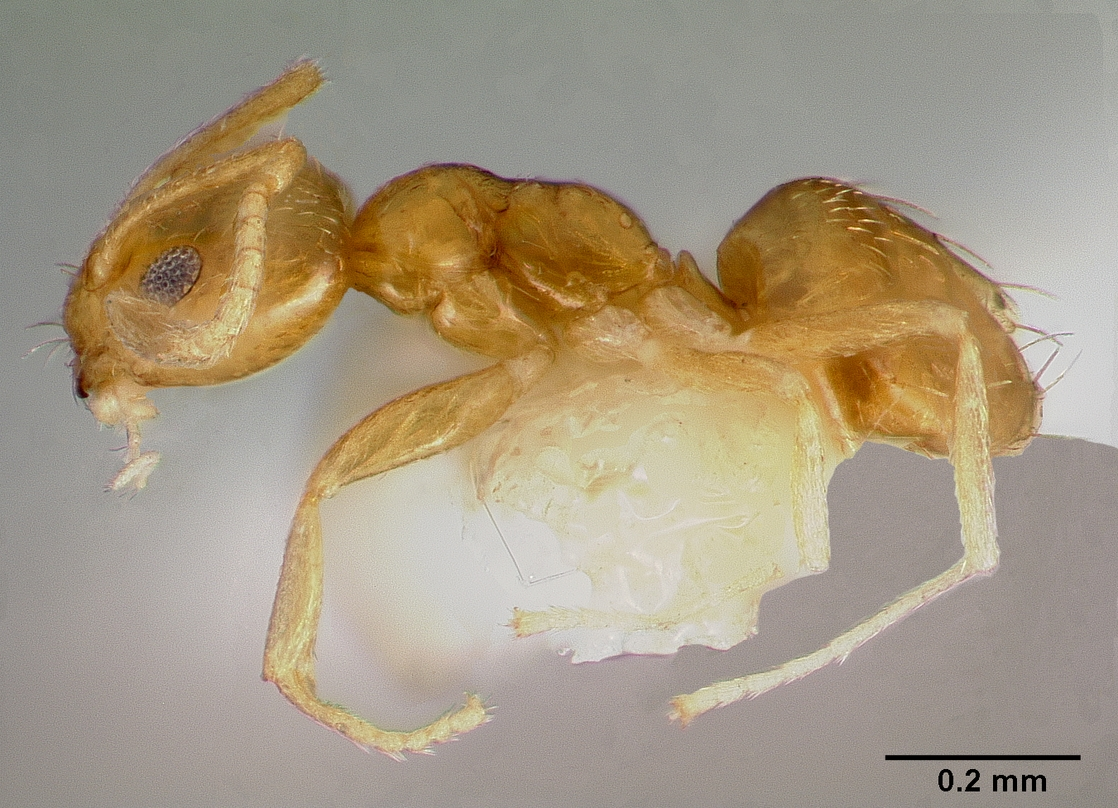
Zijaanzicht